# Pseudonapomyza insularis
Pseudonapomyza insularis är en tvåvingeart som beskrevs av Zlobin 1993. Pseudonapomyza insularis ingår i släktet Pseudonapomyza och familjen minerarflugor. Inga underarter finns listade i Catalogue of Life.